# Frygtløs den frygtsomme hund
Frygtløs den frygtsomme hund (originaltitel: Courage the Cowardly Dog) er en amerikansk animeret komedie-gyser-serie skabt af John R. Dilworth for Cartoon Network. Serien er produceret af Dilworths animationsstudie, Stretch Films. Serien følger hunden Frygtløs, der bor hos et ældre ægtepar på en gård i midten af Intetsted, en fiktiv by i Kansas. I hvert afsnit bliver trioen udsat for bizarre, ofte foruroligende og ofte paranormale eller overnaturlige eventyr. Serien er kendt for sin mørke, surrealistiske humør og atmosfære.
Dilworth pitchede serien til Hanna-Barbera's animerede kortfilmssamling What a Cartoon! og et pilotafsnit kaldet "The Chicken from Outer Space" blev sendt på amerikansk Cartoon Network den 18. februar 1996. Pilotafsnittet blev nomineret til en Oscar, men tabte til Wallace and Gromit: A Close Shave. Kortfilmen blev greenlit til at blive til en serie, som havde premiere i USA den 12. november 1999 og løb frem til 22. november 2002 med i alt fire sæsoner med 13 episoder i hver. Serien blev nomineret til tre Golden Reel Awards og vandt én Annie Award.

## Handling
Frygtløs den frygtsomme hund følger hunden Frygtløs, en venlig og let skræmt hund. Han blev som hvalp forladt, da hans forældre blev sendt ud i ydre rum af en skør dyrlæge. Han blev kort efter fundet i en gyde af Myrna Halm, en omsorgsfuld dame, som beslutter sig for at tage Frygtløs ind; deres første møde inspirerer hende til at give Frygtløs sit navn. I nutiden, bor Frygtløs på en gård i et øde område sammen med Myrna og hendes mand, Egon Halm, en gnaven og grådig mand, som er jaloux på Frygtløs, og kalder ham "dumme hund", og sommetider bruger "Ooga Booga"-masken til at skræmme ham. Den tættestliggende by hedder Intetsted.

## Afsnit
| Sæson | Sæson          | Segmenter      | Afsnit         | Oprindelig sendt   | Oprindelig sendt   |
| Sæson | Sæson          | Segmenter      | Afsnit         | Start              | Slut               |
| ----- | -------------- | -------------- | -------------- | ------------------ | ------------------ |
|       | Pilotafsnit    | Pilotafsnit    | Pilotafsnit    | 18. februar 1996   | 18. februar 1996   |
|       | 1              | 26             | 13             | 12. november 1999  | 30. marts 2000     |
|       | 2              | 26             | 13             | 31. oktober        | 16. november 2001  |
|       | 3              | 26             | 13             | 12. januar 2002    | 9. august 2002     |
|       | 4              | 25             | 13             | 6. september 2002  | 22. november 2002  |
|       | Special        | Special        | Special        | 31. oktober 2014   | 31. oktober 2014   |
|       | Crossover-film | Crossover-film | Crossover-film | 14. september 2021 | 14. september 2021 |

## Karaktere
- Frygtløs: Seriens hovedfigur. Han er en lille hund, der på trods af sit navn er bange for mange ting. Hans forældre blev sendt med en raket til det ydre rum af en gal dyrlæge, da han var hvalp, og han blev senere fundet i en skraldespand af Myrna Halm. Hun og hendes mand Egon har været Frygtløs' ejere siden.
- Myrna Halm: Seriens kvindelige hovedperson. Hun er en flink ældre dame og gift med Egon. I øvrigt er hun en dygtig husmor, omend hun har en tendens til at bruge vineddike i meget af den mad hun laver, hvilket har fået både Frygtløs og Egon til at væmmes en smule. Hvor hun stammer fra vides ikke præcist, men det er enten Skotland eller Sverige, idet der er givet udtryk for begge dele.
- Egon Halm: Seriens mandlige hovedperson. Han er en sur og stædig landmand, der stort set ikke tænker på andet end penge og sig selv, og som bare bruger det meste af aftenen på at sidde i sin lænestol og læse avis. Han nærer også et vist had til Frygtløs, sikkert fordi han føler at Myrna giver Frygtløs bedre behandling end ham.

Foruden de tre hovedpersoner er der en del bifigurer, gode som onde, bl.a:
- Katz: En ondskabsfuld rød kat, der har et stort had til familien Halm, især Myrna, fordi hun år efter år har vundet over ham i Intetsteds Konfektkonkurrence.
- Le Quack: En lusket andeforbryder, der taler med et tydeligt fransk accent, og som er sluppet ud af fængsel igen og igen, fordi som han selv siger "Det er ikke sidste gang I møder Le Quack".
- Egons mor: Selvom Egon er en ældre herre, så lever hans mor stadigvæk, og hun er usædvanlig frisk af sin alder. Ligesom Myrna så favoriserer hun også Frygtløs, og derfor kan Egon heller ikke lide hende. Hun er tydeligvis ikke glad for at have Myrna som svigerdatter, og hun har før prøvet at splitte hendes ægteskab med Egon.
- Isak Halm: Egons afdøde far, som man kun hører om en enkelt gang. Isak var ejer af en harmonika, som han vandt i et spil kort mod en sandhval.
- Hønen fra det ydre rum: Et hønelignende rumvæsen, der gentagne gange har prøvet at få hævn over Frygtløs, som i seriens pilotepisode skød ham med en strålepistol og forvandlede ham til en grillstegt kylling.
- Computeren: Frygtløs har sin egen computer på husets loftsværelse. Den kan tale og hjælper ham ofte ud af visse situationer, men er sommetider også temmelig frækmundet.
- Floyd: En lille hvidhåret mand, der dukker op som birollefigur en gang i mellem.

| Danske Skuespiller      | Rolle(r)                           |
| ----------------------- | ---------------------------------- |
| Christian Damsgaard     | Frygtløs                           |
| Bente Eskesen           | Myrna                              |
| Dick Kaysø              | Egon                               |
| Karin Jagd              | Egons mor, Shirley, med flere      |
| Peter Zhelder           | Katz, Frode, Computeren, med flere |
| Thomas Kirk Michael Elo | Diverse Roller                     |